# Piper goeldii
Piper goeldii är en pepparväxtart som beskrevs av C. Dc.. Piper goeldii ingår i släktet Piper och familjen pepparväxter. Inga underarter finns listade i Catalogue of Life.